# نورنسدورف
نورنسدورف (به لاتین: Nürensdorf) یک شهر در سوئیس است که در بخش بولاخ واقع شده‌است.